# 续命汤
续命汤，是中国古代治疗中风的药方，起源于东晋，经历代变化，现今仍有使用。

## 起源
续命汤最早出现于东晋范汪的《范汪方》中，唐宋以后演化为大续命汤、小续命汤、续命煮散、花蛇续命汤等多种续命汤，并用于临床中。当代中医仍有应用。

## 成分
小续命汤包括麻黄3g、桂枝3g、川芎3g、红参3g、甘草3g、附子3g、芍药9g、杏仁9g、生姜9g、黄芩6g、防己6g、防风6g。研究表明，有些组分具有抗氧化活性，有些组分对过氧化氢损伤有保护作用，有些组分对L-谷氨酸损伤有保护作用，有些醇溶组分可使神经细胞内静息钙离子浓度升高。脑缺血时细胞内钙离子浓度的增加，激活了核酸酶和磷脂酶A2，使自由基大量生成，攻击膜结构和DNA，破坏细胞和组织。因此，细胞内钙离子浓度中度升高，从而启动机体的保护机制，可能是小续命汤发挥神经保护作用的原因。

## 应用
研究表明，续命汤有显著降脂作用，可用于治疗和防治急性脑血管病。